# 上佐世保駅
上佐世保駅（かみさせぼえき）は大正時代から昭和時代前期に佐世保鉄道・鉄道省松浦線（国有化後、線路切替による廃線区間）上にあった駅（廃駅）である。

## 概要
現在の松浦鉄道西九州線のうち、北松浦半島南部部分の路線の原型を建設した佐世保鉄道（開業時は佐世保軽便鉄道）の佐世保市内におけるターミナル駅として建設された。
駅には佐世保鉄道の車庫（国有化後は早岐機関区上佐世保支区）が併設されていた。南に約3 km離れた国鉄佐世保駅との間には連絡バスが運行された。佐世保鉄道が国有化され、近辺に国鉄佐世保線の北佐世保駅（後に松浦線に所属変更）が開業した後も松浦線のターミナル駅であったが、松浦線の改軌と路線変更により廃駅となった。

## 歴史
- 1920年（大正9年）10月7日：佐世保軽便鉄道の大野（現・左石） - 上佐世保間延伸に伴い開業[1]。
- 1936年（昭和11年）10月1日：佐世保鉄道国有化により、鉄道省松浦線の駅となる[1]。
- 1943年（昭和18年）8月30日：松浦線左石 - 上佐世保間が改軌と路線変更による廃線に伴い廃駅[1]。

## 隣の駅
鉄道省
松浦線
山ノ田駅 - 上佐世保駅
※山ノ田駅は松浦鉄道の山の田駅とは別の駅である。

## 廃止後
廃駅後も駅舎は存置され日本国有鉄道が敷地を所有していたが、1951年（昭和26年）になってカトリック俵町教会に払い下げられ、旧駅舎は同教会堂に転用された。
現在、旧駅跡はカトリック俵町教会およびカトリック系の桜の聖母幼稚園の敷地となっている。なお、教会堂は現在は建て替えられており、駅当時の遺構はほとんど残っていない。